# Boťany
Boťany (Hongaars: Battyán) is een Slowaakse gemeente in de regio Košice, en maakt deel uit van het district Trebišov.
Boťany telt 1.305 inwoners. Ruim 800 inwoners waren in 2011 Hongaars, tot 1920 behoorde de gemeente tot Hongarije.